# Tresus allomyax
Tresus allomyax är en musselart som beskrevs av Eugene V. Coan och Valentich Scott 2000. Tresus allomyax ingår i släktet Tresus och familjen Mactridae. Inga underarter finns listade i Catalogue of Life.